# Matthias Haedecke
Matthias Haedecke (* 1963/1964 in Baden-Baden) ist ein deutscher Kameramann.

## Leben
Matthias Haedecke wuchs in Baden-Baden auf. Er absolvierte nach seinem Abitur ab 1982 ein Studium an der Staatlichen Hochschule für Optik und Fototechnik in West-Berlin.
Haedecke arbeitete rund 20 Jahre lang als Kameramann bei szenischen Produktionen und Dokumentarfilmen für das ZDF, so unter anderem auch für ZDF-History. Seit einigen Jahren leitet er dort den Geschäftsbereich Bildgestaltung und Design. Im Jahr 2017 wurde er mit dem Deutschen Kamerapreis ausgezeichnet.
Haedecke wohnt in Heidesheim am Rhein.

## Filmografie (Auswahl)
- 1998: Der Dritte Weltkrieg